# Onofrio Panvinio

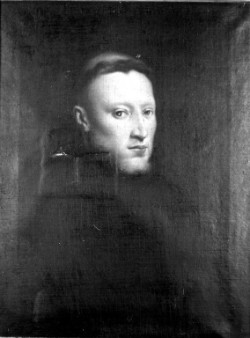
Onofrio Panvinio in der Kopie eines zeitgenössischen Gemäldes

Onofrio Panvinio, latinisiert auch Onuphrius Panvinius OESA (* 23. Februar 1530 in Verona; † 1568 in Palermo) war Theologe, Kirchenhistoriker und Altertumsforscher („Antiquar“).

## Leben
Panvinio wurde in eine verarmten Familie des niederen Adels geboren und erhielt den Vornamen Giacomo. Nach dem Tod des Vaters trat er im Alter von elf Jahren in den Augustinerorden ein, nahm den Ordensnamen Onofrio an und erhielt eine humanistische Ausbildung. 1549 ging er nach Rom, um seine Studien fortzuführen. Panvinio gelangte dort in den Kreis um Kardinal Marcello Cervini, den späteren Papst Marcellus II., der ihn protegierte und zur Erforschung der Kirchengeschichte und der christlichen Bauten ermunterte. Cervini war zuvor Lehrer des späteren Kardinals Alessandro Farnese, der wiederum Panvinio förderte. Die historia sacra blieb dann auch zeitlebens Panvinios zweites Betätigungsfeld neben seinen antiquarischen Arbeiten.

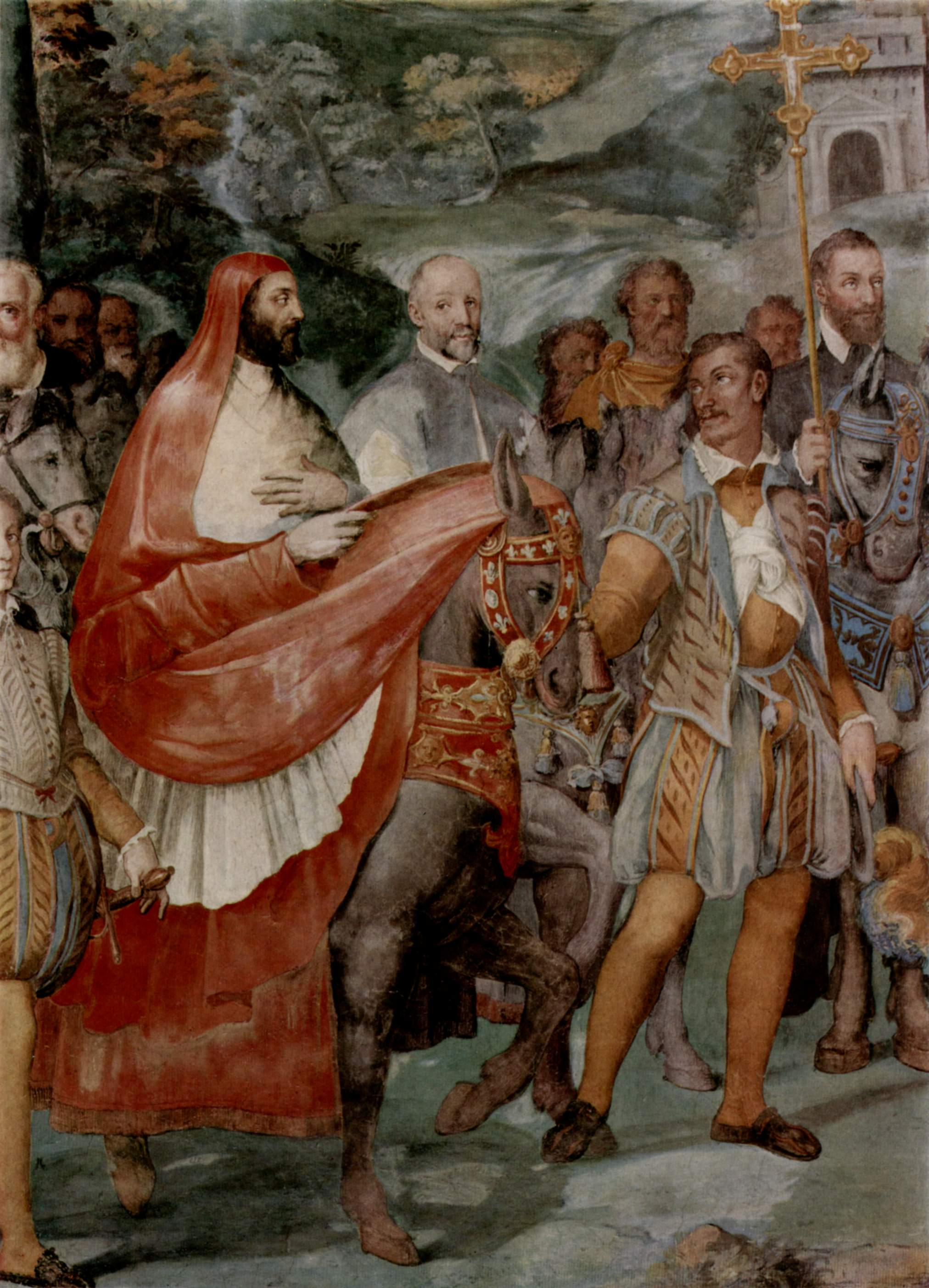
Alessandro Farnese und Mitglieder seines Hofs, um 1559

Zwischen 1552 und 1555 fand er Aufnahme im Haushalt des Kardinals Alessandro Farnese. Er wurde dessen Theologe, Bibliothekar und wichtigster Historiker. Panvinio starb im April 1568 in Palermo, wohin er seinen Patron zu einer Synode des Erzbistums von Monreale begleitet hatte, deren Administrator Farnese war.
Panvinio war neben Fulvio Orsini ein Schüler des spanischen Gelehrten, Juristen und Theologen Antonio Agustín (1516–1586), des späteren Erzbischofs von Tarragona, der sich bis in die fünfziger Jahre des 16. Jahrhunderts hinein in Rom aufhielt, und seines Sekretärs und engen Freundes Jean Matal, der ihn zur Publikation der Fasti ermunterte und bildliche Belege beisteuert. Panvinio bedankte sich später bei Matal (Brief Panvinios aus Rom an Matal in Köln vom 4. Januar 1568), der ihn überhaupt erst in die wissenschaftliche Beschäftigung mit der Antike eingeführt hätte. Agustín hatte einen Kreis von Gelehrten – hauptsächlich Humanisten – um sich gesammelt, aber zu Panvinio und Orsini hatte er ein besonders enges Verhältnis. Er half ihm bei der Einteilung seiner Commentarii von 1558, bei der Suche nach einem Verleger und empfahl ihm eine Reise nach Deutschland, um die dortigen Kirchenbauten, Bibliotheken und Antikenkabinette zu besuchen, was Panvinio wohl 1559 auch tat. Während seines Aufenthaltes in Venedig von Oktober 1557 bis September 1558 lernte Panvinio den venezianischen Buchdrucker und Humanisten Paolo Manutius (1512–1574) kennen, dessen ausgezeichnete Lateinkenntnisse ihn veranlassten, Manutius 1561 nach Rom zu holen, wo er zum Leiter der päpstlichen Druckerei ernannt wurde.
Ein weiterer enger Freund Panvinios war der Humanist Gabriele Faerno (1511–1561) aus Cremona, durch den er seinen wichtigsten Zeichner und Kupferstecher Étienne Dupérac kennenlernte. Mit dem neapolitanischen Architekten und Antiquar Pirro Ligorio war er anfangs sehr eng befreundet, denn Ligorio ließ ihn, auf Vermittlung Antonio Agustíns, sehr freigiebig aus seinen Manuskripten kopieren. Als Panvinio schließlich Darstellungen publizierte, die auf Ligorios Aufzeichnungen zurückgingen, warf dieser ihm Plagiarismus vor, woraufhin sich ihr Verhältnis merklich abkühlte und in Feindschaft umschlug. Sein engster Freund am Hof der Farnese war der Mediziner und Leibarzt Alessandro Farneses, Girolamo Mercuriale aus Forlì. Dessen Veröffentlichungen beschäftigten sich hauptsächlich mit medizinischen Fragen, aber auch mit antiken Leibesübungen und der antiken Sport- und Badekultur.
Panvinio wurde von den Humanisten seiner Zeit hoch geschätzt. Paulus Manutius nannte ihn un mangione dell’antichità („Vielfresser des Antiken“), Scaliger den omnis pater historiae („Vater aller Geschichte“).

## Werk
1557 erschien mit den Fasti et Triumphi Romanorum Panvinios Rekonstruktion der römischen Konsular- und Triumphal-Fasten, die 1546 auf dem Forum Romanum ergraben worden waren. Deren Herausgabe besorgte auf Vermittlung Agustíns der Sammler, Antiquar, Architekt und Antikenhändler Jacopo Strada. Da er mit dem Ergebnis der Publikation sehr unzufrieden war – sie enthielt viele Buchbindefehler und die Abbildungen waren einfach aus einem früheren Werk Stradas übernommen – überarbeitete er diese und brachte sie 1558 unter dem Titel Fastorum libri V etc., gewidmet seinem Patron Alessandro Farnese, noch einmal heraus, diesmal ohne Abbildungen. Panvinio bemühte sich in seinen antiquarischen Abhandlungen um eine Systematik des römischen Altertums. Dazu griff er auf das ursprünglich auf den römischen Schriftsteller und Gelehrten Marcus Terentius Varro (116 v. Chr.–27. v. Chr.) zurückgehende Konzept auf, das in dem Werk Roma triumphans von Flavio Biondo (1388–1463) neu begründet wurde: Darin verfolgt Biondo die römische Kultur von ihren Göttern zu den Kulten, von den staatlichen Einrichtungen zum Militärwesen, um sich dann dem Privatleben der Römer und dem Triumph zuzuwenden. In dem Traktat Reipublicae Romanae commentarii tres von 1558 behandelte Panvinio das Staatswesen und den Kult. Sein Buch steht über weite Strecken noch ganz in der Tradition jener Magistratslisten, wie sie die staatsrechtlich orientierte Forschung seit dem 15. Jahrhundert immer wieder vorgelegt hat. In den folgenden Jahren arbeitet er an sieben Abhandlungen: De feriis, De sacris epulis, De sacrificiis et divinatione, De ludis circensibus, De ludis scenicis sive de theatralibus, De munere gladiatorio und De agonibus. Von den genannten Abhandlungen ist De ludis circensibus publiziert worden, und zwar lange nach Panvinios Tod.
Sein Großvorhaben, nämlich eine Systematik des römischen Altertums vorzulegen, lässt sich nur noch aus seinen Manuskripten – gesammelt im Codex Vaticanus Latinus 6783 – rekonstruieren: Die von ihm anfangs geplanten Antiquitatum Romanarum libri LX wuchsen bis zu seinem Tod 1568 zunächst auf 80, schließlich auf 100 Bücher an. Sie sollten als Antiquitatum Romanarum libri centum in fünf Bänden erscheinen: Der erste Band sollte sich mit der Topographie des antiken Rom befassen, die Zivilisationsgeschichte sollte die Bände zwei und drei umfassen, der vierte Teil sollte sich mit den römischen Inschriften beschäftigen, und der fünfte Band sollte eine umfassende römische Geschichte von der Gründung der Stadt bis zur Gegenwart (Papst Pius V.) enthalten.
Seine geplante Abhandlung über die Religion der Römer De antiqua Romanorum religione sive superstitione libri XV cum iconibus wollte Panvinio mit Abbildungen veranschaulichen. Dazu engagierte er drei Künstler: Étienne Dupérac, Ercole Setti (1530–1617) und einen unbekannten Künstler (genannt „L’Anonyme de l’Ara Pacis“). Ihre Zeichnungen sind zwischen 1565 und 1566 entstanden und haben sich im Codex Orsini (auch Codex Ursinianus, Ms. Vat. lat. 3439) erhalten: Er enthält Gebäudepläne, Reliefzeichnungen, antike Inschriften und die ältesten Kopien der Fragmente des römischen Stadtplans aus der Zeit zw. 203 und 211 n. Chr. Forma Urbis Romae, die erst 1562 auf dem Forum Romanum entdeckt worden waren. Ein kleiner Teil der Zeichnungen könnte direkt von Ligorio und dem Antiquar Stephan Pighius (1520–1604) stammen, der Hauptteil ist aber aus dem Libro dell’antichitá Ligorios kopiert und mit handschriftlichen Anmerkungen Panvinos versehen. Der Codex ist benannt nach dem letzten Besitzer Fulvio Orsini. Nach dessen Tod gelangte er um 1600 in die Vatikanische Bibliothek. Im 17. Jh. wurden daraus noch zahlreiche Kopien für das Museo Cartaceo des Cassiano dal Pozzo angefertigt.
Sein 1565 erschienener Plan des antiken Rom Antiquae urbis imago scheint ebenfalls von Ligorio kopiert zu sein, denn Inhalt und Darstellungsweise orientieren sich sehr an dessen Rom-Plan von 1553: auch Panvinio lokalisiert das Forum Romanum zwischen Kapitol und Palatin, stellt die geographischen Gegebenheiten orographisch (d. h. die genaue Lage von landschaftlichen Erhebungen und Vertiefungen) genau dar und lässt die antiken Monumente und Gebäude, ergänzt und rekonstruiert, aus dem Grund herausragen. Postum erschien 1571 erschien sein Traktat zum römischen Triumph Amplissimi ornatissimique triumphi uti L. Paulus… etc. Darin findet sich ein beschriftetes Schaubild, das auf vier Tafeln einen römischen Triumphzug in allen seinen Details zeigt. Dieser ist, entgegen dem Titel, nicht nach Vorlagen archäologischer Monumente, sondern nur nach Angaben antiker Schriftsteller dargestellt, wie Panvinio in der Erläuterung zu der Abbildung schreibt, und von Dupérac bereits 1565 gestochen worden. Sein bekanntestes Werk, De ludis circensibus, ist erst 1600 erschienen. Es enthält 28 Tafeln, die ebenfalls Dupérac bereits 1565 gestochen hatte. Die abgebildeten Tafeln lassen sich in vier Kategorien einteilen: Ansichten von Monumenten im Ruinenzustand, Pläne, Schaubilder und Abbildungen archäologischen Materials. Einleitend legt Panvinio dar, was bei den antiken Schriftstellern hierzu überliefert ist, und bemüht sich um eine Etymologie des Wortes ludus. Anschließend beschäftigt er sich mit dem Ursprung und der Ausgestaltung der Spiele. Dann rekonstruiert er den Circus Maximus und weitere Rennbahnen in Rom. Dabei kommt ihm seine Kenntnis der römischen Topographie zugute. Das erste der beiden Bücher widmet sich nur dem Wagenrennen, von dem die verschiedensten Ansichten gezeigt werden. Die zur Verdeutlichung der Beschreibung beigefügten Abbildungen stammen von archäologischen Zeugnissen – Münzen, Kontorniaten und Reliefs –, die sich größtenteils identifizieren lassen. Die Münzabbildungen hat er meist aus Manuskripten Ligorios entnommen. An die Kopien der Erotenreliefs wird er über Pighius gelangt sein. Von Ligorio übernimmt Panvinio bzw. Dupérac auch die Methode, Schaubilder zu erstellen. So rekonstruieren sie mit Hilfe von Münzen, von Abbildungen, die sich auf antiken Monumenten finden, und nach Angaben der antiken Schriftsteller Naumachien, die Innenausstattung der Circi und den Ablauf der dortigen Veranstaltungen, wie er auf den Schaubildern eigens vermerkt. Teilweise ergänzen sie diese „didaktischen Kompilationen“ (Herklotz) auch durch Szenen all’antica, wenn ihnen keine authentischen bildlichen Vorlagen von antiken Denkmälern zur Verfügung stehen. Diese Szenen werden graphisch in die von den Monumenten getreu kopierten Einzelmotive integriert, so dass ein „szenisches Ganzes“ (Herklotz) entsteht. Anschließend legt Panvinio die Regeln des Wagenrennens dar, berichtet über die beteiligten Personen und Pferde sowie die zu gewinnenden Preise. Als Belege dienen ihm in diesem Fall nur Inschriften und literarische Quellen. Danach behandelt er die einzelnen Circus-Anlagen in Rom und das Hippodrom in Konstantinopel, wobei er sich wiederum auf Ligorio stützt, der diese neun Circi ebenfalls in Rom lokalisiert hatte. Im zweiten Buch legt Panvinio die sonstigen Schauspiele dar, für welche die Circus-Anlagen eine Kulisse boten. Dazu gehören der Faustkampf, die pompa circensis, die venatio, der ludus Troiae, weitere Kampfspiele (pugna equestris, pugna pedestris), Naumachien und Theateraufführungen. Die Einschränkungen und schließlich die Beendigung dieser Spiele zur Zeit des Christentums, aber auch das Überleben einzelner Teile der antiken Circus-Kultur bis in die damalige Zeit beschließen den zweiten Teil des Werkes. In ihm sind neben Abbildungen von antiken Münzen vor allem die Schaubilder zu finden. Deren Darstellungen sind zum Teil sehr überzeugend, wie die Wiedergabe antiker Opferriten, sie muten aber auch geradezu phantastisch an, wie bei der pompa circensis, wo die Wagen mit den Götterbildern von Pferden zusammen mit Löwen und Elefanten gezogen werden. Die Schaubilder dienen ihm hier der Verdeutlichung des im Text Erläuterten, was sich in dieser Form nicht auf archäologischen Denkmälern finden ließ. Darin offenbart sich seine umfassende Monumentenkenntnis, die ihm durch seine Zeichnungssammlungen wie dem Codex Orsini vermittelt wurde. So hat er deren bildliche Zusammenstellungen, beispielsweise einer pompa circensis, im Sinne einer bildlichen Übersicht genutzt, um einen Gesamtüberblick über einen solchen Zug zu geben, der sich in dieser Form auf keinem antiken Monument erhalten hat. Dazu zieht er die bildliche Auskunft mehrerer antiker Denkmäler zusammen. Mit Hilfe dieser Schaubilder sollen die Sitten und Gebräuche veranschaulicht werden; dies vermochten die literarischen Texte allein nicht zu leisten.
Panvinios Werk bleibt für fast 200 Jahre die verbindliche Abhandlung zu diesem Themenkomplex.

## Historische Bedeutung
Panvinios großes Verdienst ist es, dass er in seinem Werk literarische Quellen und epigraphische und archäologische Funde miteinander verband. Er befand sich damit im Einklang mit den zeitgenössischen antiquarischen Forschungen, die zunehmend auch die archäologischen Realien und Funde berücksichtigten, was schließlich auf eine Verbindung von Text- und Bilddokumenten hinauslief. Gegenüber Ligorio, von dem Panvinio und Dupérac diese Illustrationsart – das Schaubild – übernahmen, blieben bei ihnen die Grenzen von Bestandsaufnahme und Rekonstruktion aber stets erkennbar.

## Porträt
Ein Porträt Onofrio Panvinios, das um 1555 datiert und Jacopo Tintoretto zugeschrieben wird, hängt in der Galleria Colonna in Rom. Das Dreiviertelporät vor dunklem Hintergrund zeigt ihn mit Tonsur, gekleidet in das schwarze Habit der Augustiner. Er sitzt in einem Lehnstuhl mit einem geöffneten, in Leder gebundenen Folianten in den Händen. Der nachdenkliche Blick Panvinios geht am Betrachter vorbei in Ferne.

## Schriften
Panvinio, der bereits im Alter von 38 gestorben ist und in seiner kurzen Lebenszeit rund 70 Bücher geschrieben hat, gilt als bedeutender Geschichtsschreiber der Renaissance. Einige seiner kirchengeschichtlichen Werke und Bücher über das antike Rom werden von Historikern als ergiebige Quellenwerke geschätzt. Die wichtigsten sind heute als Reprints über Nabu-Books erreichbar.
- Fasti et Triumphi Romanorum Romulo rege, usque ad Carolum V. Caes. Aug. ... ex antiquitatum monumentis maxima cum fide ac diligentia desumpta, Venedig, Jacopo Strada, 1557

Das Buch schildert die Ereignisse der römischen Geschichte anhand von Münzen und ist mit vielen Holzschnitten illustriert.
- Fastorum libri V. a Romulo rege usque ad Imp. Caesarem Carolum V. Austrium Augustum, Venedig Officina Erasmiana 1558.

Überarbeitete Fassung der Fasti von 1557.
- Epitome pontificum Romanorum a S. Petro usque ad Paulum III. Venedig: Strada 1557.

Der Band enthält eine Geschichte der Päpste von den Anfängen bis Mitte des 16. Jahrhunderts und gilt als wichtiges Quellenwerk.
- Romanae Urbis Topographiae et Antiquitatum, Qua succincte et breviter describuntur omnia quae tam publice quam privatim videntur animadversione digna, Frankfurt, 1597
- Antiquae urbis imago. Venedig 1565
- De Ritu Sepeliendi Mortuos Apud Veteres Christianos Liber. (Digitalisat einer Ausgabe von 1717 in der Digitalen Bibliothek Mecklenburg-Vorpommern)
- Reipublicae Romanae Commentariorum Libri Tres. Venedig 1558.

Der erste Band des Werks befasst sich mit römischen Straßen, Gebäuden und Aquädukten. Die folgenden Bände schildern Struktur, Verfahren und Grundlagen von Regierung, Verwaltung und Gesellschaft im römischen Reich.
- De triumpho commentarius. Venedig 1571
- De Ludis Circensibus, Libri II. De Triumphis Liber Unus. Quibus universa fere Romanum Veterum Sacra Ritusq. Declarantur, ac Figuris Aeneis Illustrantur. Venedig 1600. Nachrick Padua 1646.
  - Zweite Ausgabe, mit Hinzufügung der philologischen und historischen Anmerkungen von Johannes Argoli und Hinzufügungen von Niccolò Pinelli:  Onuphrii Panvinii Veronensis De Ludis Circensibus Libri II - De Triumphis Liber unus - Quibus universa fere Romanorum veterum sacra, ritusque declarantur, ac figuris aeneis illustrantur, cum notis J. Argoli J.U.D. et additamento N. Pinelli. 1. Auflage. typis P. Frambotti, Padova 1642 (google.it). Neu aufgelegt: Johann Georg Graevius (Hrsg.), Thesaurus antiquitatum romanarum, IX, Leida, Petrus van der Aa, 1699. (Online)
- Battista Platini: Historia delle vite de i sommi Pontefici, dal Salvator Nostro sino Clemente VIII. Scritta da B. Platina, dal P.F. Onofrio Panvaniano, et da Antonio Cicarelli... Illustrata con l’Annotationi del Panvinio... con la cronologia ecclesiastica...tradotta in lingua italiana, & empiliata dal R. M. Bartolomeo Dinonigi. [Darin:] La Cronologia ecclesiastica del Onofrio Panvinio. Venedig, i Giunti, 1606–1607.

Das Buch ist ausgestattet  mit einer Sammlung von Kupferstichen mit Papstporträts.